# Robert DiBernardo
Robert DiBernardo, detto DiB (Hewlett, 31 marzo 1937 – Bensonhurst, 5 giugno 1986), è stato un mafioso statunitense, caporegime della famiglia Gambino, noto per il presunto controllo di una larga parte dell’industria della pornografia commerciale negli Stati Uniti.
Durante le elezioni presidenziali statunitensi del 1984, il suo nome finì sotto i riflettori quando emerse che aveva affittato un locale commerciale dal marito di Geraldine Ferraro, allora candidata alla vicepresidenza. Questo legame scatenò una serie di insinuazioni mediatiche compromettenti che la coinvolsero indirettamente con la criminalità organizzata.
Secondo alcune fonti, Robert DiBernardo fu una delle figure più influenti dell’industria del cinema per adulti negli Stati Uniti durante la sua epoca, anche se questa affermazione rimane controversa. Era considerato un imprenditore piuttosto abile, noto più per le sue capacità gestionali che per episodi di violenza. Tuttavia, i suoi legami con la mafia scoraggiavano la concorrenza e tenevano lontani altri criminali, permettendogli di consolidare il suo potere nel settore. DiBernardo divenne così una figura di spicco nel business della pornografia e fu associato a Reuben Sturman, noto come "il padrino del porno" americano. Non è mai stato chiarito se la loro collaborazione fosse basata su reciproci vantaggi economici o su forme di estorsione.
Era visto come un eccezionale generatore di profitti, molto riservato e incline ad agire in solitaria - una rarità per un mafioso del suo rango, poiché non disponeva di una propria squadra a sostegno. Questa indipendenza, però, lo rese vulnerabile all’interno della stessa organizzazione di John Gotti.
Nel periodo in cui era sotto inchiesta federale per sospetti legami con la pornografia infantile, DiBernardo fu assassinato per ordine di Gotti, ufficialmente per comportamenti considerati sovversivi. L’esecuzione fu affidata alla squadra di Sammy Gravano. Il suo corpo non fu mai ritrovato

## Biografia

### L'ascesa
Uno dei pochi affiliati alla mafia che, secondo alcune fonti, sarebbe stato “fatto” (made - ovvero nominato ufficialmente uomo d'onore) senza aver mai commesso un omicidio, Robert DiBernardo iniziò la sua scalata criminale all’interno della famiglia DeCavalcante. Alla fine degli anni ’60 acquistò la Star Distributors, un’azienda di pornografia softcore, che trasformò in una piattaforma per la distribuzione di materiale hardcore in tutti i formati - film, riviste e altro - venduti a imprese del settore per adulti attive nella zona di Times Square, allora considerata una delle aree più degradate (e pericolose) di New York, dove le leggi sull’oscenità venivano raramente applicate. L’esplosione di questi esercizi commerciali nei primi anni ’70 contribuì a rendere Times Square il simbolo del declino urbano della città.
A metà degli anni ’70, la pornografia infantile hardcore era venduta apertamente in varie città degli Stati Uniti, inclusa New York, suscitando un'ondata di indignazione pubblica e richieste per vietare l’intera industria pornografica. Questo portò le forze dell’ordine a focalizzare l’attenzione anche su DiBernardo. Molti di questi film venivano importati dall’Europa, in particolare da Danimarca e Paesi Bassi, e fruibili tramite le cabine a visione singola dei peep show.
Il suo ingresso nella famiglia Gambino avvenne grazie al legame con Ettore Zappi, altro caporegime e imprenditore del porno, che si dice abbia fatto da sponsor per la sua affiliazione. Da quel momento, DiBernardo divenne uno dei protagonisti della cosiddetta "Golden Age of Porn" a New York: molti dei film hardcore più celebri dell’epoca furono commissionati direttamente da lui. I concorrenti venivano minacciati o costretti a collaborare; quelli fuori portata, come i fratelli Mitchell di San Francisco, subivano la pirateria dei propri prodotti. Anche nella sua relazione d’affari con Reuben Sturman, il principale distributore americano, resta poco chiaro se si trattasse di estorsione o di una vera partnership. Tuttavia, alcune intercettazioni dell’FBI lo colsero mentre dichiarava a un altro magnate del porno, Michael Thevis, che era “la famiglia” a controllare i suoi affari.
Nel 1977, DiBernardo e il suo socio Theodore “Teddy” Rothstein, con cui gestiva la KED Productions Inc., furono tra i 44 imputati in un’indagine dell’FBI che coinvolgeva i principali editori e distributori di materiale per adulti negli Stati Uniti. Dopo la morte improvvisa di Michael “Mickey Z” Zaffarano (capo della famiglia Bonanno), colpito da un infarto mentre l’FBI stava eseguendo un mandato di arresto nel suo cinema porno di Times Square il 14 febbraio 1980, DiBernardo divenne l’obiettivo principale dell’indagine.
Nel 1981, DiBernardo e Rothstein vennero condannati a Miami per cospirazione, trasporto di materiale osceno a fini commerciali e utilizzo di un vettore interstatale per la distribuzione di tale materiale. Entrambi ricevettero una condanna a cinque anni di prigione. Tuttavia, un giudice federale successivamente annullò le condanne e fece archiviare le accuse, poiché si scoprì che l’agente FBI Patrick Livingston, infiltrato come finto distributore a Miami, aveva probabilmente mentito alla giuria. Livingston, arrestato per taccheggio e affetto da disturbi psichici, sembrava confondere la propria identità reale con quella sotto copertura.
Pur avendo il semplice grado di soldato nella famiglia Gambino, DiBernardo riferiva direttamente a Paul Castellano e gli versava parte dei profitti. Si lamentava, però, di ricevere poco rispetto da Castellano, che disprezzava l’industria pornografica, pur approfittando economicamente della sua gestione. DiBernardo fu tra i primi a sostenere il piano di John Gotti per eliminare Castellano e prenderne il posto come boss. In cambio del suo appoggio, fu promosso al rango di caporegime, sebbene non guidasse una vera e propria crew.

### L'attenzione mediatica
La polizia di New York teneva regolarmente sotto sorveglianza Robert DiBernardo come figura legata alla criminalità organizzata, ma il suo nome divenne noto al grande pubblico solo nel 1984, quando fu coinvolto indirettamente nello scandalo mediatico che colpì Geraldine Ferraro, candidata democratica alla vicepresidenza degli Stati Uniti. Poco dopo che Walter Mondale l’aveva scelta come sua vice per la corsa presidenziale, l’attenzione si spostò sulle finanze personali di Ferraro e di suo marito, John Zaccaro, un imprenditore immobiliare. Fu allora che emerse il dettaglio compromettente: DiBernardo aveva affittato un locale commerciale da una delle società di Zaccaro. La rivelazione suscitò clamore mediatico e generò sospetti su eventuali collegamenti tra la famiglia Ferraro-Zaccaro e la mafia, minando lo slancio iniziale della campagna Mondale-Ferraro e costringendo i candidati sulla difensiva.
Anche se il nome di DiBernardo non venne citato direttamente nel dibattito vicepresidenziale del 1984, le domande sui meccanismi fiscali adottati da Ferraro - che presentava dichiarazioni dei redditi separate dal marito - furono interpretate come tentativi velati di scavare nei rapporti d’affari del consorte. La campagna ne risentì pesantemente, e il partito democratico, già sfavorito in partenza, perse le elezioni generali.
Nel 1992, nonostante DiBernardo fosse già deceduto da anni, il suo nome tornò a galla con maggiore impatto durante le primarie per il Senato a cui Ferraro partecipava da favorita. Le vecchie vicende legate a DiBernardo furono usate per metterla in cattiva luce, danneggiando seriamente la sua candidatura.

## Morte
Sammy Gravano raccontò che fu Angelo Ruggiero, suo amico e unico membro della mafia autorizzato a visitare John Gotti in carcere, a riferirgli l’ordine: Gotti voleva che Robert DiBernardo venisse eliminato, accusandolo di comportamenti sovversivi. Nel suo libro di memorie, Gravano ammette di aver esitato: non riusciva a comprendere in che modo DiBernardo, che non disponeva di una squadra di soldati - elemento essenziale per un eventuale colpo di mano - potesse costituire una minaccia concreta al potere di Gotti. Tuttavia, ritenendo improbabile che Ruggiero si fosse inventato un ordine del genere, Gravano decise di eseguire ciò che riteneva un comando diretto del boss.
Il 5 giugno 1986, DiBernardo fu attirato negli uffici seminterrati dell’azienda di cartongesso di Gravano, sulla Stillwell Avenue a Bensonhurst, Brooklyn, con il pretesto di una riunione d’affari. Gravano, fingendo normalità, chiese a Joseph Paruta di offrirgli un caffè. Paruta, che Gravano considerava il suo “Luca Brasi” personale, si alzò ma, invece di prendere il caffè, estrasse una pistola calibro .380 con silenziatore da un armadietto alle spalle di DiBernardo e gli sparò un colpo alla testa.
Dopo la sua morte, e senza che altri conoscessero appieno i dettagli delle sue attività, gli interessi economici di DiBernardo nel mondo della pornografia iniziarono a perdere valore. Tuttavia, Gravano approfittò della situazione per impadronirsi del controllo sulla sezione locale 282 dei Teamsters, un’organizzazione sindacale che si integrava perfettamente con i suoi affari nell’edilizia.

## Nella cultura popolare
Nel film per la TV Gotti (1996) prodotto da HBO, DiBernardo è interpretato da Frank Vincent, con il soprannome “DiB”. Nella miniserie Witness to the Mob (1998), il personaggio è rappresentato con il suo vero nome e interpretato da Tony Kruck. Nella terza stagione della serie televisiva The Deuce - La via del porno (2017) DiBernardo è interpretato da Jimmy Palumbo.